# Molinaseca
Molinaseca è un comune spagnolo di 794 abitanti situato nella comunità autonoma di Castiglia e León.
Molinaseca è situata sul Camino Francés che porta a Santiago di Compostela, alla fine di una lunga discesa di circa 10 km, che parte dal Monte delle Antenne (sul cammino lo si trova immediatamente dopo la Cruz de Hierro e Manjarin) e attraversa il villaggio di El Acebo.